# Zwarte veelvraat
De zwarte veelvraat (Chiasmodon niger) is een straalvinnige vissensoort uit de familie van chiasmodontiden (Chiasmodontidae). De wetenschappelijke naam van de soort is voor het eerst geldig gepubliceerd in 1864 door Johnson.

## Kenmerken
Deze vis heeft een bruingroen lichaam met een gevorkte staartvin en twee rugvinnen. De aarsvin bevat 1 stekel. Hij heeft een grote bek en een uitrekbare maag. De lichaamslengte bedraagt maximaal 25 cm.

## Leefwijze
Deze diepzeevis kan prooien verzwelgen, die groter zijn dan hijzelf. Dit is mogelijk dankzij de grote bek en de uitrekbare maag.

## Verspreiding en leefgebied
Deze soort komt wereldwijd voor in de diepere wateren van tropische en subtropische zeeën.